# Grafologia
Grafologia é um estudo pseudocientífico que utiliza a análise da escrita manual para inferir sobre a personalidade. Não deve ser confundida com a análise forense de documentos, chamada de grafoscopia ou perícia grafotécnica.

## Histórico
O primeiro registro do estudo da grafia com correspondência na personalidade vem do final do século XI na China, sendo os japoneses os pioneiros em traçar perfis pela escrita. O primeiro livro editado sobre a grafologia foi publicado em Capri, Itália, em 1622 por Camilo Baldi, com título de Trattado come de una lettera missiva se conosco na natura e qualitá dello scrittore (Tratado sobre como, através de uma carta, chega-se ao conhecimento da natureza e das qualidades do autor).
Albrecht Erlenmeyer, médico e diretor psiquiátrico, em 1879 publicou A escrita: caracteres principais de sua psicologia e de sua patologia e William Thierry Preyer, pediatra e fisiologista da Universidade de Iena, em 1895, Contribuição à psicologia da escrita.
O grande avanço da grafologia moderna veio a partir dos trabalhos de Jules Crépieux-Jasmim, com a hierarquização de gêneros e espécies grafológicas. Suas obras são um desdobramento dos estudos feitos por Jean-Hippolyte Michon, sobre o qual se obteve melhor precisão pelos métodos de hierarquização.[carece de fontes?]

## Críticas
No Brasil, diferentemente do resto da América Latina, ainda há um déficit de publicações científicas nesta área do conhecimento da personalidade. Apesar disto, assim como na Europa e nos Estados Unidos, milhares de empresas insistem em utilizar a grafologia mesmo nos últimos anos, como, por exemplo, no caso de seleção de candidatos.
A principal crítica à grafologia é a inexistência de base científica que sustente o uso dessa técnica para a investigação da personalidade. A técnica de análise grafológica também é criticada por utilizar regras associativas de caráter simbólico ou analógico sem validade científica e metodologia comprovada. Após longos estudos, a sociedade britânica de psicologia definiu a grafologia com "validade zero".
Em uma metanálise com mais de 200 estudos comparando a grafologia com outros exames de personalidade, concluiu que a grafologia não consegue prever nenhum traço de personalidade.
Os críticos da grafologia alegam ainda que não há provas de que a mente inconsciente seja um reservatório que guarda a verdade sobre uma pessoa, e muito menos de que a grafologia ofereça um portal para esse reservatório. Boa parte da suposta comprovação é por efeito Forer, ou seja, quando se sugere a uma pessoa que ela reconhece em si algum traço de personalidade amplo, comum e subjetivo, pessoas sugestionáveis costumam concordar e considerar como algo peculiar de si mesmo.